# Max Salzberg
Max Isaak Salzberg (* 7. Dezember 1882 in Aleksotas, Litauen, damals Russland; † 3. April 1954 in Hamburg) war ein deutsch-jüdischer Privatlehrer und Schriftsteller.

## Leben und Wirken
Max Salzberg wurde im Dezember 1882 in einem Stadtteil von Kaunas in eine mittellose ostjüdische Familie geboren. Sein Vater war Handwerker. Max Salzberg begann ein Studium an der Jeschiwa, welches er jedoch im Alter von 16 Jahren abbrechen musste, da er zu erblinden begann. Salzberg ließ sich über mehrere Jahre erfolglos behandeln, darunter auch am Israelitischen Krankenhaus Hamburg. Salzberg, der als hochbegabt galt, ging 1906 nach Hamburg und hatte das Ziel, Lehrer für moderne Sprachen zu werden. Die deutsche, französische und englische Sprache eignete er sich weitestgehend im Selbststudium an. 1909/10 studierte er Französisch an der Sorbonne und legte 1913 das Abitur an der Gelehrtenschule des Johanneums ab. Von 1913 bis 1919 studierte er Philologie an der Universität Marburg. Finanzielle Unterstützung erhielt er dabei von mehreren Hamburgern, darunter Max Warburg.
Während des Ersten Weltkriegs galt Salzberg aufgrund seiner Herkunft als „feindlicher Ausländer“ und wurde aus diesem Grund vorübergehend exmatrikuliert. Salzberg, der sich bereits seit mehreren Jahren um eine Einbürgerung bemüht hatte, setzte sich maßgeblich für die Gründung der Deutschen Blindenstudienanstalt ein, um den Prozess somit zu beschleunigen. Er erhielt 1917 die deutsche Staatsbürgerschaft und wurde 1918 an der Universität Marburg mit einer mitteldeutschen Arbeit promoviert. Er legte erfolgreich die Staatsexamensprüfung für das höhere Schulwesen in den Sprachen Deutsch, Französisch und Englisch ab und ging Anfang 1919 zurück nach Hamburg. Hier erhielt er aufgrund mehrerer unglücklicher Umstände keine Stelle als Fremdsprachenlehrer und arbeitete daher sechs Jahre lang als kaufmännischer Angestellter. Nebenbei erteilte er Privatunterricht als Sprachlehrer.
Ab 1926 konzentrierte sich Salzberg einzig auf die Vermittlung der modernen hebräischen Sprache sowie hebräischer Literatur. Er unterrichtete an der Sprachschule Ivriah, der Franz-Rosenzweig-Gedächtnisstiftung sowie ab 1933 an der jüdischen Volksschule in Lübeck. Aufgrund zunehmender antisemitischer Vorfälle nahm zu jener Zeit unter Hamburger Juden die Bereitschaft zu, nach Palästina auszuwandern. Die von Salzberg angebotenen Kurse wurden aus diesem Grund zunehmend mehr besucht. Zu seinen Schülern gehörten Mitglieder der Familie Warburg sowie Joseph Norden und Baruch Ophir.

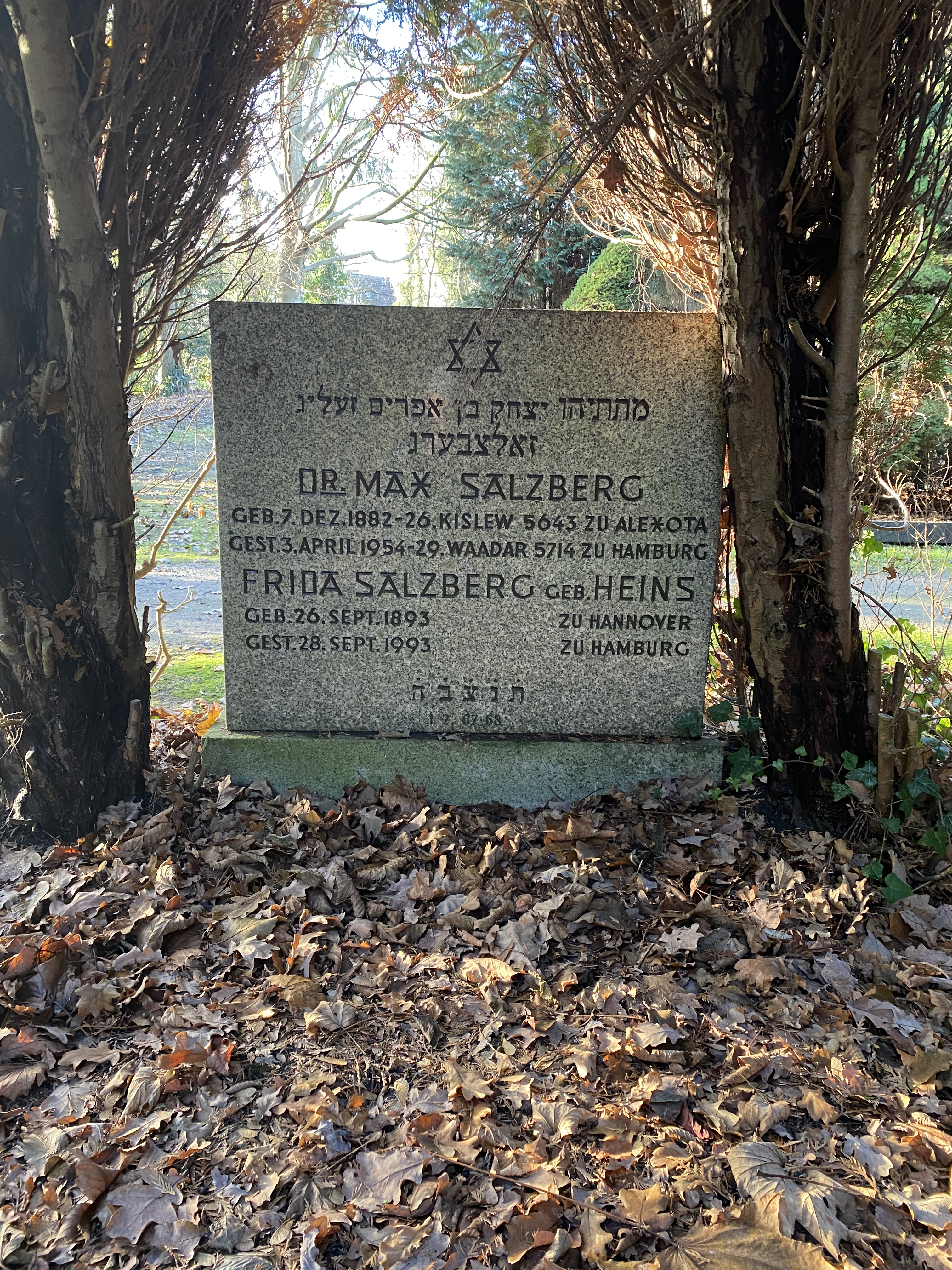
Grabstätte Grabstätte auf dem Jüdischen Friedhof Ohlsdorf

Während der Zeit des Nationalsozialismus wurde Salzberg aufgrund seiner Religionszugehörigkeit zunehmend ausgegrenzt und entrechtet. Ab November 1938 konnte er keinen Privatunterricht in hebräischer Sprache mehr geben. Salzberg versuchte mehrfach zu emigrieren, was ihm jedoch nicht gelang. Er überlebte als einer der wenigen Juden in Hamburg die Verfolgung durch die Nationalsozialisten und die Operation Gomorrha. Gemeinsam mit seiner Frau Frida Salzberg-Heins, die für den Lebensunterhalt des Ehepaares sorgte, verbrachte er die Kriegsjahre in einem Judenhaus in Hamburg. Da er nahezu alle Freunde und Schüler verloren hatte, war Salzberg bei Ende des Zweiten Weltkriegs vereinsamt. Das Ehepaar zog in die vorherige Wohnung im Grindelviertel, wo ihn jahrelang zwangsweise zugewiesene Untermieter antisemitisch beleidigten. 
Max Salzberg starb im April 1954 und wurde auf dem Jüdischen Friedhof Ohlsdorf beigesetzt. Das Leben des Ehepaars Salzberg wurde in einer Ausstellung 1998 im Altonaer Museum dokumentiert. Auch das Hamburger Schulmuseum berichtete im selben Jahr im Rahmen einer Ausstellung über das jüdische Schulleben über den Privatlehrer.

## Veröffentlichungen
Max Salzberg verfasste viele Märchen, Erzählungen und autobiografische Skizzen. Die Werke erschienen in zahlreichen Zeitungen. Zudem schrieb er einen autobiografischen Roman in hebräischer Sprache. Das Buch mit dem Titel Schurat hakawod wurde Anfang der 1950er Jahre nur in Israel wahrgenommen.
- Die Adjektiva als poetisches Darstellungsmittel bei Wirnt von Gravenberg unter vergleichender Heranziehung von Hartmann und Wolfram. Dissertation Marburg 1918.